# 沈貞
沈貞（韓語：심정，1471年9月25日—1531年12月3日），字貞之（정지），號逍遙亭（소요정），本貫豐山沈氏。朝鮮王朝的時期經學者和政治人物。1506年中宗反正的靖國功臣，封花川府院君。諡號文靖（문정）。
朝鮮漢陽人，成宗時為生員。燕山君朝登科。中宗反正，策靖國功三等。弘治十五年（1502年）登文科官漢城府尹，禮曹判書。正德十四年（1519年），與洪景舟、南袞等誣陷趙光祖有反意。使人置「走肖為王」四字於树葉上，「走肖」是「趙」字。中宗因此流放趙光祖。十二月，趙光祖賜死。沈貞等得勢。官止左議政。为相时，屢起大獄戕殺文士。作逍遙亭於江上。灼鼠之變中，不敢支持敬嬪朴氏反而落井下石，世子派借此打击靖国功臣，称沈贞勾结朴敬嬪，嘉靖十年（1531年）十二月初三賜死。

## 相關影視作品及飾演者
- 《趙光祖（朝鲜语：조광조 (드라마)）》：1996年KBS電視劇，閔旭（朝鲜语：민욱） 飾。
- 《女人天下》：2002年SBS電視劇，金永善 飾。